# Серяжский сельсовет
Серя́жский сельсове́т — административная единица на территории Слуцкого района Минской области Республики Беларусь.

## Состав
Серяжский сельсовет включает 8 населённых пунктов:
- Безверховичи — деревня.
- Безверховичи — посёлок.
- Брановичи — деревня.
- Браново — деревня.
- Варковичи — деревня.
- Качалово — посёлок.
- Лучники — агрогородок.
- Павловка — деревня.
- Подлипцы — деревня.
- Ретовщина — посёлок.
- Серяги — деревня.